# Intel 845

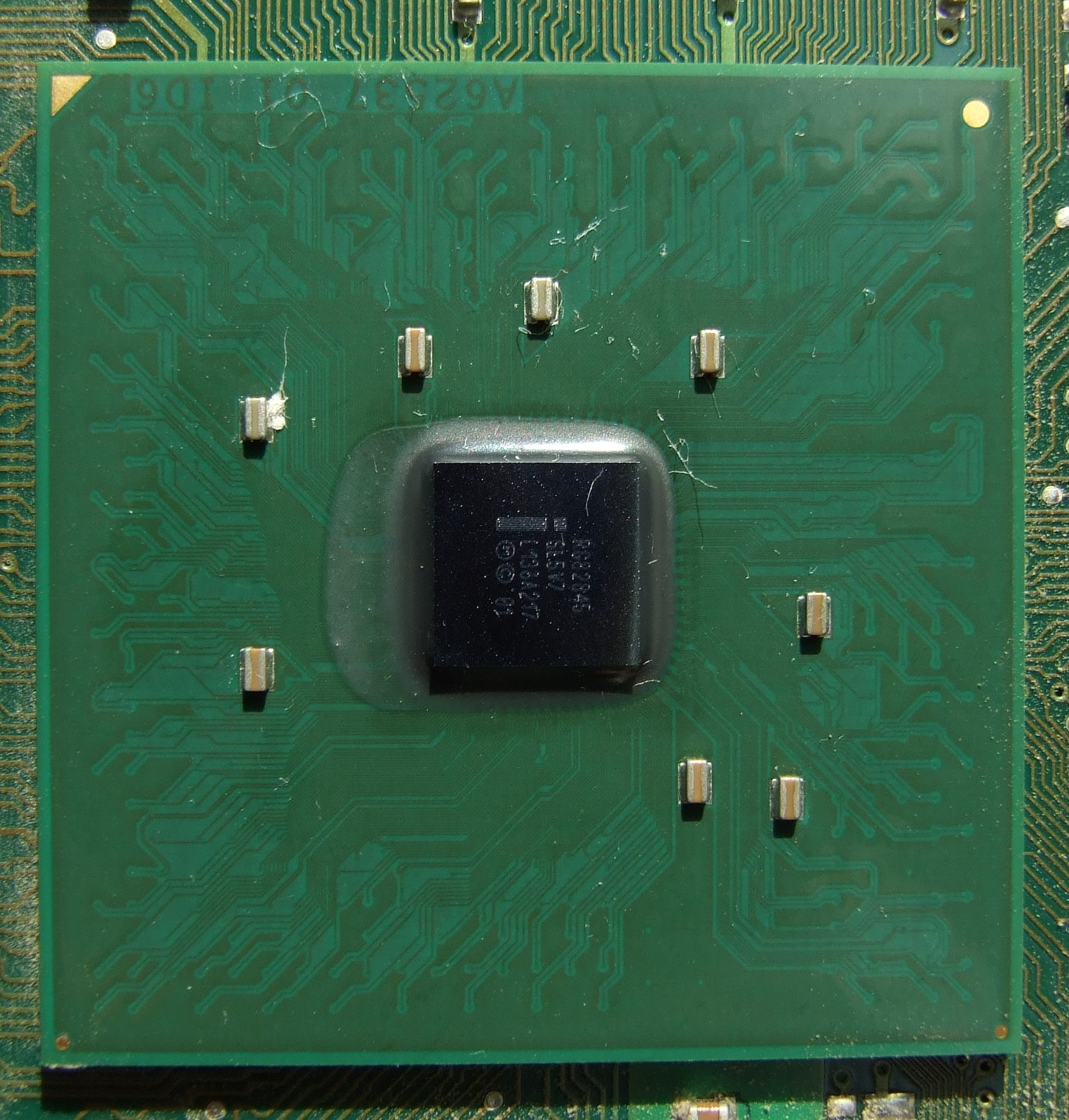
Intel 845 MCH

Intel 845はインテル社のPentium 4/Celeronプラットフォーム向けチップセットおよびファミリー名である。
なお2003年に発表されたIntel 848チップセットは内部的にはIntel 865をベースとした廉価版であり、本稿では詳細を割愛する。またIntel 840チップセットも全く別系統のチップセットであり、本稿では取り上げない。

## 概要
Intel 845 (i845) は2001年9月にインテルが発表したNetBurstマイクロアーキテクチャプラットフォーム向けチップセットの名称およびファミリー名である。開発コードネームはBrookdale (ブルークデール)。
Intel 815以来のハブ・アーキテクチャで構成されており、ノースブリッジに相当するMCH (GMCH) とサウスブリッジに相当するICHが組み合わされる。これらは帯域幅266MB/sのハブ・リンク（Hub Link）により接続される。
機能は採用するMCHおよびICHの組合せにより極めて多くのバリエーションを持ち、大きな特徴としてはSDRAMおよびDDR SDRAMのサポートと、USB2.0のサポートが挙げられる。ただし、これらも全てのモデルが対応しているわけではない。詳細は下記ラインナップの項を参照。
Intel 845は低価格なPentium 4システムを実現するチップセットとしてIntel 850の下位製品として投入された。そのため、初期のモデルではシングルチャンネル動作の低速なPC133 SDRAMにのみ対応していた。これはIntel 845が主力チップセットとして企図されたものではなく、あくまでRDRAM普及までの繋ぎであったためである。ネーミングも同様の経緯で開発されたIntel 815同様に末尾が5となっている。
しかしIntel 845は需要の拡大とともにDDR SDRAMへの対応や内蔵グラフィックス搭載等の拡張や廉価版が次々に開発され、多くのバージョンが市場に投入された。最終的に上位のIntel 850を抑えてローエンドからパフォーマンス、モバイルまでを広いセグメントを包含するインテルの主力チップセットとなった。2003年5月、後継製品となるIntel 865ファミリーの発表により、Intel 845ファミリーは役目を終えた。

### 開発経緯
Intel 845は当時の次世代PC用メモリ競争を巡る複雑な背景の下に誕生し、改良されていったチップセットである。以下にIntel 845の登場からDDR SDRAM対応に至る背景および経緯について述べる。

#### Intel 845の登場
NetBurstマイクロアーキテクチャを採用したPentium 4の投入で約10年ぶりにマイクロアーキテクチャを刷新したインテルは、従来のSDRAMに代わる次世代メインメモリとしてRDRAMを推進していた。その戦略に沿いPentium 4と同時に投入された対応チップセットがIntel 850である。
しかし先に失敗したIntel 820の頃よりは安価になったとはいえ、相変わらずRDRAMはSDRAMと比較して同容量で数倍の価格のする高価なメモリであった。その他の要因も相まって初期Pentium 4用のIntel 850プラットフォームは敬遠され気味で普及が遅れていた。このため、インテルの特にローエンド市場では1999年以来のIntel 815プラットフォームがいまだに主力として使用され続けていた。普及の進まないPentium 4/Intel 850プラットフォームと、旧式なPentium III/Intel 815プラットフォームの間では、低価格ながら高性能と評価されていたAMDのAthlon/DuronおよびVIA Technologies (VIA) のチップセットが存在感を高めつつあった。
この状況を打開する手段のひとつとして開発・投入されたPentium 4用のSDRAM対応チップセットがIntel 845である。
Intel 845では安価なPC133 SDRAMを使用できること、マザーボード自体もIntel 850では高価な6層基板であったのに対し安価な4層基板に引き下げられるなど、プラットフォームとしてのハードルを下げることが可能であった。発表後、比較的低価格ながら最新のPentium 4プロセッサが使用できるプラットフォームとしてIntel 845は受け入れられ、Intel 850以上に急速に普及していった。

#### DDR SDRAMへの対応と拡張
Intel 845は、低速なSDRAMにしか対応しない点が問題として発表直後から指摘されていた。デュアルチャンネルPC800使用時のIntel 850のメモリ帯域3.2GB/sに対し、Intel 845のPC133の帯域はわずか1.06GB/sに過ぎなかった。インテル自身もIntel 845はIntel 850と比して数%～十数%の性能低下があるとし、Intel 845はあくまでローエンドでありメインストリームクラス以上はIntel 850とRDRAMの組合せを推奨する姿勢をとっていた。
しかしRDRAMの価格は相変わらず割高であり、Intel 850の不振により大幅な価格低下も期待できない状況が続いていた。この状況下で注目されたのが、DDR SDRAMである。DDR SDRAMはインテルとの対立路線をとっていたAMDおよびVIA Technologies (VIA) が中心となってPC用次世代メモリとして推進していた規格であり、RDRAMを推進していたインテルにとっては競合規格と言うべき存在であった。
しかしDDR SDRAMはIntel 850のデュアルチャンネルRDRAMほどの速度は無いもののSDRAMの倍以上も高速であり、しかもAMD向けプラットフォームで成功を収めておりRDRAMより安価であった。このため、市場ではPentium 4用のDDR SDRAM対応チップセットの登場が望まれていた。
RDRAMを推進するインテルはDDR SDRAMへの対応に慎重な姿勢を示していたが、2001年8月にVIAがPC2100 (DDR266) に対応したPentium 4用チップセットP4X266を発表した。このP4X266の発売をきっかけとして、インテルとVIAは曖昧だったバスライセンスの解釈を巡る訴訟合戦に突入する。結果としてP4X266自体は普及には至らなかったものの、Pentium 4とDDR SDRAMの組合せの優秀性を証明した。このため、市場ではインテルによるDDR SDRAM対応がさらに強く望まれるようになった。
結局、インテルは2001年11月にPC2100 (DDR266) のDDR SDRAMに対応したIntel 845 (B-Stepping) を発表し初のDDR SDRAM対応に踏み切った。続けて2002年5月にはFSB 533MHzやメーカーからの需要の強い内蔵グラフィックスなどへの対応を行ったIntel 845E/G/GLを発表した。これらは同時に発表されたSocket 478対応版のCeleronと相まって非常な好評となり、Intel 845ファミリーはPentium 4プラットフォーム用チップセットの主力としての地位を確立した。

## MCH (GMCH)
MCHであるIntel 82845はメインメモリとして3GB/6バンクまでのPC133 SDRAMをサポートし、B-Steppingでは2GB/4バンクまでのPC2100 DDR SDRAMのサポートが追加された。なおB-SteppingではSDRAMのサポートも引き続き行われており、B-Stepping搭載マザーボードでSDRAM対応とするかDDR SDRAM対応とするかはベンダーの実装次第である。後のIntel 845PE/GE以降ではPC2700 DDR SDRAMに対応した代わりにSDRAMのサポートは廃止された。また当初はECC (Error Check and Correct) メモリがサポートされていたが、同じくIntel 845PE/GE以降では廃止されている。
ローエンド向けながらAGP2.0準拠のAGP 4xスロットをサポートしているが、当初は内蔵グラフィックスは搭載していなかった。後に市場のニーズにこたえる形で統合グラフィックスも搭載したIntel 845G、逆に外部AGPを省略し統合グラフィックスでの使用に特化したIntel 845GLなどがラインナップされ、Intel 815同様に広いセグメントをサポートしている。
CPUとはQDR動作のFSBで接続されている。初期のモデルでは400MHz (相当) のみに対応していたが、FSB 533MHz版のPentium 4の登場に合わせ、Intel 845E/G以降では533MHz動作に対応している。
82845シリーズは0.13μmプロセスルールで製造されパッケージングはグラフィックス非搭載版が593ピンの、搭載版が760ピンのFC-BGAパッケージとなっている。

### 統合グラフィックス機能
GMCHとしてグラフィックス機能を内蔵する82845G以降では、Intel 830Mに引き続きIntel Extreme Graphicsコアが搭載された。コアクロックをIntel 830Mの166MHzから200MHzに引き上げるなど、不足が指摘されていた3D性能の引き上げが行われた。インテルではPentium 4との組合せによりNVIDIAの単体GPUであるGeForce2 MX 200を上回る性能とアナウンスしている。ただしコアはハードウェアT&Lには対応せずDirectX 6.1世代に留まっており、3D性能に関する評価も高くはなかった。
また82845GではADDカードに初めて対応した。外部AGPに安価なADDカードを追加するだけで内蔵グラフィックスによるマルチディスプレイおよびデジタル/アナログTV出力への対応が可能となった。また32bitカラーへの対応なども行われたことで、より近代的な仕様となっている。

## ICH
初期のIntel 845ではICHとしてICH2(82801BA)が採用された。ICH2はIntel 815E/810E2等で採用された実績があり、Ultra ATA100や4ポートのUSB 1.1およびAC'97音源やEthernetコントローラの内蔵など、当時としては標準的な機能をサポートしている。
後期のIntel 845E/G/GL以降のモデルでは新規にICH4(82801DA)が採用された。ICH4ではUSB 2.0コントローラを統合したのが最大の改良点である。Intel 845の上位ファミリーであるはずのIntel 850ファミリーではICH4への対応をしなかったことで、Intel 845ファミリーはUSB 2.0に対応した最初のインテルチップセットとなった。
またモバイル向けモデルにはICH3-Mが採用されている。

## 評価と影響
Intel 845はDDR SDRAMへの対応後もCPUに対するメモリ帯域が不足していたが、安価かつ使い勝手の良い機能を搭載していたことで、急速に普及した。特にIntel 845G/GL以降のグラフィック内蔵モデルの普及によりインテルのバリューからメインストリームのプラットフォームは1999年以来使われ続けた旧式のIntel 815/810ファミリーからようやく世代交代を果たし、NetBurstマイクロアーキテクチャが名実ともにインテルの主力となった。Intel 845ファミリーが個人ユーザーから大手のPCメーカーにまで広く支持されたことで、PC用の次世代メモリはインテルが推進してきたRDRAMではなくDDR SDRAMとなることが決定的となった。
DDR SDRAMに対応したB-Steppingの投入後もインテルは性能に優れるIntel 850ファミリーをハイエンド/ワークステーション向けとしていたが、2002年11月にはワークステーション向けチップセットとしてもDDR SDRAMのデュアルチャンネル動作に対応したE7205/E7505チップセットを発表した。これにより、インテルのRDRAM路線からの撤退と、全てのセグメントでのDDR SDRAMへの一本化が明確になった。
また末尾に5を付与されたIntel 815がIntel 820に取って代わったのに続き、Intel 845もIntel 850に取って代わったことで、以後のインテルでは主力チップセット候補に対し末尾5が命名されるようになる。(Intel 865, Intel 915等)
Intel 845は最後までハイエンド製品ではなかったが、インテルCPUのマイクロアーキテクチャの交代を促し、さらにインテルの意に反する形ではあったがPC用メインメモリ競争の勝敗に決定的な役割を果たした。これ以降、2007年のCoreマイクロアーキテクチャ投入まで、Intel 845により作られた方向でインテルおよびPC業界は進むことになる。

## ラインナップ
| 製品名          | 対応FSB(QDR) | 対応メモリ    | メモリ容量 | ECC | 外部AGP | 内蔵グラフィック | ICH    | ATA    | USB            | PCI | SMP    |
| --------------- | ------------ | ------------- | ---------- | --- | ------- | ---------------- | ------ | ------ | -------------- | --- | ------ |
| 845             | 400MHz       | PC133         | 3GB        | 有  | 有      | 無               | ICH2   | ATA100 | USB1.1 4ポート | 6   | 非対応 |
| 845(B-Stepping) | 400MHz       | PC133/PC2100  | 3GB/2GB    | 有  | 有      | 無               | ICH2   | ATA100 | USB1.1 ×4      | 6   | 非対応 |
| 845E            | 400/533MHz   | PC133/PC2100  | 3GB/2GB    | 有  | 有      | 無               | ICH4   | ATA100 | USB2.0 ×4      | 6   | 非対応 |
| 845G            | 400/533MHz   | PC133/PC2100  | 3GB/2GB    | 無  | 有      | 有               | ICH4   | ATA100 | USB2.0 ×4      | 6   | 非対応 |
| 845GL           | 400MHz       | PC133/PC2100  | 3GB/2GB    | 無  | 無      | 有               | ICH4   | ATA100 | USB2.0 ×4      | 6   | 非対応 |
| 845PE           | 400/533MHz   | PC2100/2700   | 2GB        | 無  | 有      | 無               | ICH4   | ATA100 | USB2.0 ×6      | 6   | 非対応 |
| 845GE           | 400/533MHz   | PC2100/2700   | 2GB        | 無  | 有      | 有               | ICH4   | ATA100 | USB2.0 ×6      | 6   | 非対応 |
| 845GV           | 400/533MHz   | PC2100/(2700) | 2GB        | 無  | 無      | 有               | ICH4   | ATA100 | USB2.0 ×6      | 6   | 非対応 |
| 845MP           | 400MHz       | PC1600/2100   | 1GB        | 無  | 有      | 無               | ICH3-M | ATA100 | USB1.1 ×6      | -   | 非対応 |
| 845MZ           | 400MHz       | PC1600        | 512MB      | 無  | 有      | 無               | ICH3-M | ATA100 | USB1.1 ×6      | -   | 非対応 |

なお、Intel 845DはIntel 845のB-Steppingが実際に登場する前に予想されていた通称名であり、インテルの正式名称ではない。